# Falešný Stanislav
Falešný Stanislav (v italském originále Il finto Stanislao) je komická opera – autorským žánrovým označením „melodramma giocoso“ – o dvou dějstvích českého skladatele Vojtěcha Jírovce na libreto Felice Romaniho. Premiéru opery uvedlo 5. srpna 1818 milánské divadlo Teatro alla Scala.

## Vznik, charakteristika a historie
V první čtvrtině 19. století již milánská La Scala zaujímala vedoucí místo mezi čestnými italskými operními divadly a zakázky pro některou z jejích tří ročních sezón byly pro skladatele velkou ctí. Přestože repertoár se skládal zejména z děl místních italských autorů, prosadili se na něj někteří skladatelé, kteří v Itálii žili a její hudební kulturu si osvojili (Johann Simon Mayr, Giacomo Meyerbeer). Do let 1814–1816 také spadá počátek pokusů o představení Mozartových oper milánskému publiku, dlouho nepříliš úspěšných, ale velké oblibě se ve stejné době těšily i opery rakouského skladatele Josepha Weigla, od roku 1792 prvního kapelníka vídeňské dvorní opery, u které od roku 1804 působil jako kapelník i Vojtěch Jírovec. Díky této blízkosti získal i Jírovec zakázku na italskou operu pro La Scalu.
Podle Jírovcových pamětí byl během svého angažmá ve vídeňském Dvorním divadle „povolán do Milána, aby tam ve velkém divadle la Scala složil operu při příležitosti příjezdu Jeho císařské Výsosti arcivévody Rainera“. Arcivévoda Rainer byl místodržitelem v Lombardii a Benátsku jmenován v lednu 1818 a slavnostní vstup do Milána slavil 24. května, mimo divadelní sezónu. Podzimní sezónu La Scala otevřela 5. srpna 1818 právě Jírovcovým Falešným Stanislavem, avšak tisk se nezmiňuje, zda arcivévoda kterékoli představení navštívil. První styk La Scaly s Jírovcem však instalaci nového místodržitele předcházel: již 12. června 1817 vídeňský tisk ohlašoval, že „[p]an kapelník Jírovec dostal od divadelního ředitelství v Miláně čestnou výzvu, aby zkomponoval operu, a brzy odcestuje“. Mělo se jednat o třetí a poslední novinku podzimní sezóny 1817, avšak z neznámého důvodu se tehdy plán neuskutečnil; místo Jírovcovy novinky zaujala světová premiéra opery Il Protettore misterioso ossia Adele di Lusignano Michela Carafy.

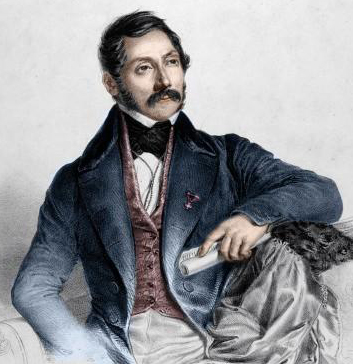
Libretista Felice Romani

Své zážitky v Miláně roku 1818 Jírovec ve svých pamětech popisuje jako obtížné: „Když [Jírovec] dorazil do Milána, musel bojovat s velkými překážkami a potížemi: bylo nesnadné najít byť jen průměrný text pro operu, navíc se až na první zpěvačku Campoteriovou celý operní soubor skládal z velmi průměrných zpěváků.“ Podobně to bylo se sborem, v němž „se nacházeli bohužel velmi lopotní sboristé a sboristky, kteří sestávali většinou z řemeslníků a dělnic“. V dopise svému žákovi Franzi Salesovi Kanderovi (1792–1831) si však Jírovec pochvaloval, že „jak první zpěvačka Camporesiová, tak i všichni ostatní jsou s mou hudbou nanejvýš spokojeni“. V té době ještě nevěděl, zda bude spokojen s vyhlédnutým představitelem titulní role Luigim Sirlettim. „Velkou obavu mám ohledně prvního tenoristy, který přišel z Palerma a nemá být z nejlepších. Ten by mohl mou operu úplně zničit, protože má hlavní roli.“ Později však Kanderovi psal, že zkoušky pokračovaly dobře; „moje hudba obdržela jednohlasnou výtečnou pochvalu […], jestli se tedy nestane žádné nepředvídané neštěstí, mám oprávněnou naději na šťastný úspěch“.
Tyto naděje se při premiéře nenaplnily. Milánský tisk se o opeře zmiňoval jen letmo a bez zájmu, konkrétně Jírovcovu hudbu nijak nekomentoval. Corriere delle Dame jen o libretistovi Romanim napsal, že „tento spisovatel, ač znám jinými úctyhodnými pracemi, zde nedosáhl šťastného úspěchu“; Jírovcovu hudbu nekomentoval. Kritik Gazzetta di Milano zase vyzdvihl výpravu Alessandra Sanquirica, která prý jediná ve Falešném Stanislavu u obecenstva sklidila potlesk. Vídeňský časopis Allgemeine musikalische Zeitung (zřejmě i na základě zpráv od samotného Jírovce) referoval: „Nové Jírovcově opeře nazvané Falešný Stanislav se nedostalo dobrého přijetí, na čemž měli vinu i málo zajímavé libreto, ubohý tenorista atd.“. 
Podle Jírovcovy korespondence i jeho pamětí bylo přijetí opery po chladné premiéře vřelejší. V dopise Kanderovi Jírovec psal: „S potěšením Vám mohu oznámit, že má opera byla 2. a 3. den dávána s mnohem lepším úspěchem než poprvé; obecné mínění v Miláně je, že proti mé hudbě nejsou žádné námitky, a je velmi rozhořčené na tuto nestoudnou protistranu, která svým pokřikem zhatila úspěch mé opery. Mohu si alespoň odvézt z Milána útěchu, že jsem ani na cti, ani na uznání vzdělaného světa jistě nic neztratil. Za jiných okolností by možná má opera vzbudila furore; ale takto je třeba mlčet a trpět!!!“ Podle jeho zpráv sklidila mimořádný ohlas především Violante Camporesiová. Obecně viděl příčinu nevelkého ohlasu v nedostatečné vyspělosti milánského publika: „Celkem vzato jsou v Miláně v hudbě ještě mimořádně pozadu. Modulace a jiné hudební ozdoby nechtějí vůbec slyšet: říkají, že poslouchají hudbu, jen aby se bavili, aby se obveselili, ne aby hudbu studovali a nechali si hlavu a uši cuchat hudebními figurami a kontrapunkty! – Popěvky a polechtání ucha chtějí – tak to sami říkají! – Každá liška chválí svůj ocas!“
I když Jírovec ve svých pamětech hovoří o třiceti reprízách, ve skutečnosti jich měl Falešný Stanislav 11; pak byl – podle novin Gazzette di Milano „velmi naléhavě“ – stažen z repertoáru a narychlo nahrazen inscenací Rossiniho opery Torvaldo a Dorliska. Žádné další divadlo Jírovcova Falešného Stanislava nehrálo. Významná česká muzikoložka Michaela Freemanová ji přesto označuje za „velmi úspěšnou operu buffu“. Předehru k Falešnému Stanislavovi vydalo roku 1818 nakladatelství Ricordi (zbytek Jírovcova rukopisu se nachází v knihovně Milánské konzervatoře). Úryvky z opery (předehru, duet a sextet) dal Jírovec uvést na koncertě ve vídeňské Redutě 27. února 1820. O více než dvacet let později využil totéž libreto s menšími úpravami Giuseppe Verdi, který na něj napsal svou první (a na dlouho i poslední) komickou operu. Ta je známa pod názvem Jeden den králem (Un giorno di regno), ale bývala hrána i pod původním názvem Il finto Stanislao. Verdiho verze měla premiéru v La Scale 5. září 1840. Jírovcově opeře je proto nyní věnována pozornost především ve verdiovských studiích.

## Osoby a první obsazení

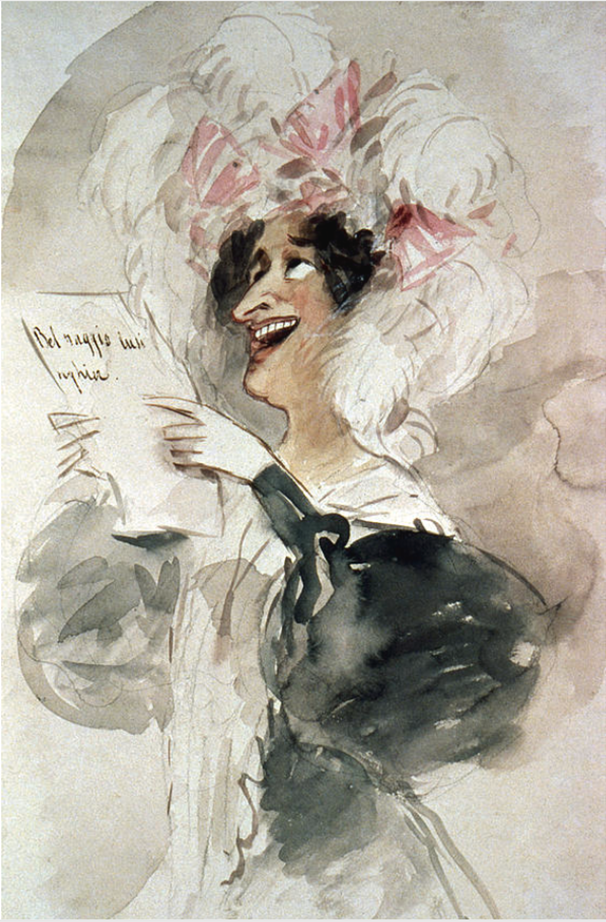
Sopranistka Violante Camporesi, představitelka markýzy del Poggio ve Falešném Stanislavovi, jako jediná sklidila Jírovcovo uznání. Karikatura Alfreda Edwarda Chalona z roku 1829

| osoba                                                               | hlasový obor | premiéra (5. srpna 1818) |
| ------------------------------------------------------------------- | ------------ | ------------------------ |
| Rytíř di Belfiore, pod jménem Stanislav král polský                 | tenor        | Luigi Sirletti           |
| Baron de Kelbar                                                     | bas          | Antonio Ambrosi          |
| Markýza del Poggio, mladá vdova, baronova vnučka a rytířova milenka | soprán       | Violante Camporesi       |
| Giulietta di Kelbar, baronova dcera a milenka …                     | alt          | Maria Gioja(-Tamburini)  |
| Edoardo di Sanval, mladý důstojník                                  | bas          | Ranieri Remorini         |
| Pan La Rocca, správce bretaňské státní pokladny, Edoardův strýc     | bas          | Luigi Pacini             |
| Hrabě Ivrea, guvernér Brestu                                        | tenor        | Francesco Biscottini     |
| Delmonte, panoš falešného Stanislava                                | bas          | Alessandro De Angioli    |
| Komorníci a komorné, baronovi leníci                                |              |                          |
| Dirigent: Vojtěch Jírovec                                           |              |                          |

## Děj opery
Odehrává se na hradě Kelbar v blízkosti Brestu roku 1733.

### 1. dějství
(1. obraz – Předpokoj vedoucí k různým místnostem) Komorníci a jiní poddaní barona di Kelbar se radují, že dnes, v den dvojího sňatku, na hrad zavítal sesazený polský král Stanislav žijící ve Francii (sbor Mai non rise un più bel dì). Baron di Kelbar a pokladník bretaňských stavů pan La Rocca, jeho nastávající zeť, se radují ze spojení mezi svými rodinami i z královy návštěvy (duet Tesoriere garbatissimo). Všichni se pak klanějí Jeho Veličenstvu, které vychází ze svého pokoje. Král jim děkuje a po straně se baví – je to ve skutečnosti dobrodružný rytíř di Belfiore, kterého sám Stanislav požádal, aby se za něj ve Francii vydával, dokud je Stanislav inkognito na cestě do Polska, kde se snaží získat zpět svůj trůn (árie se sborem Compagnoni di Parigi).

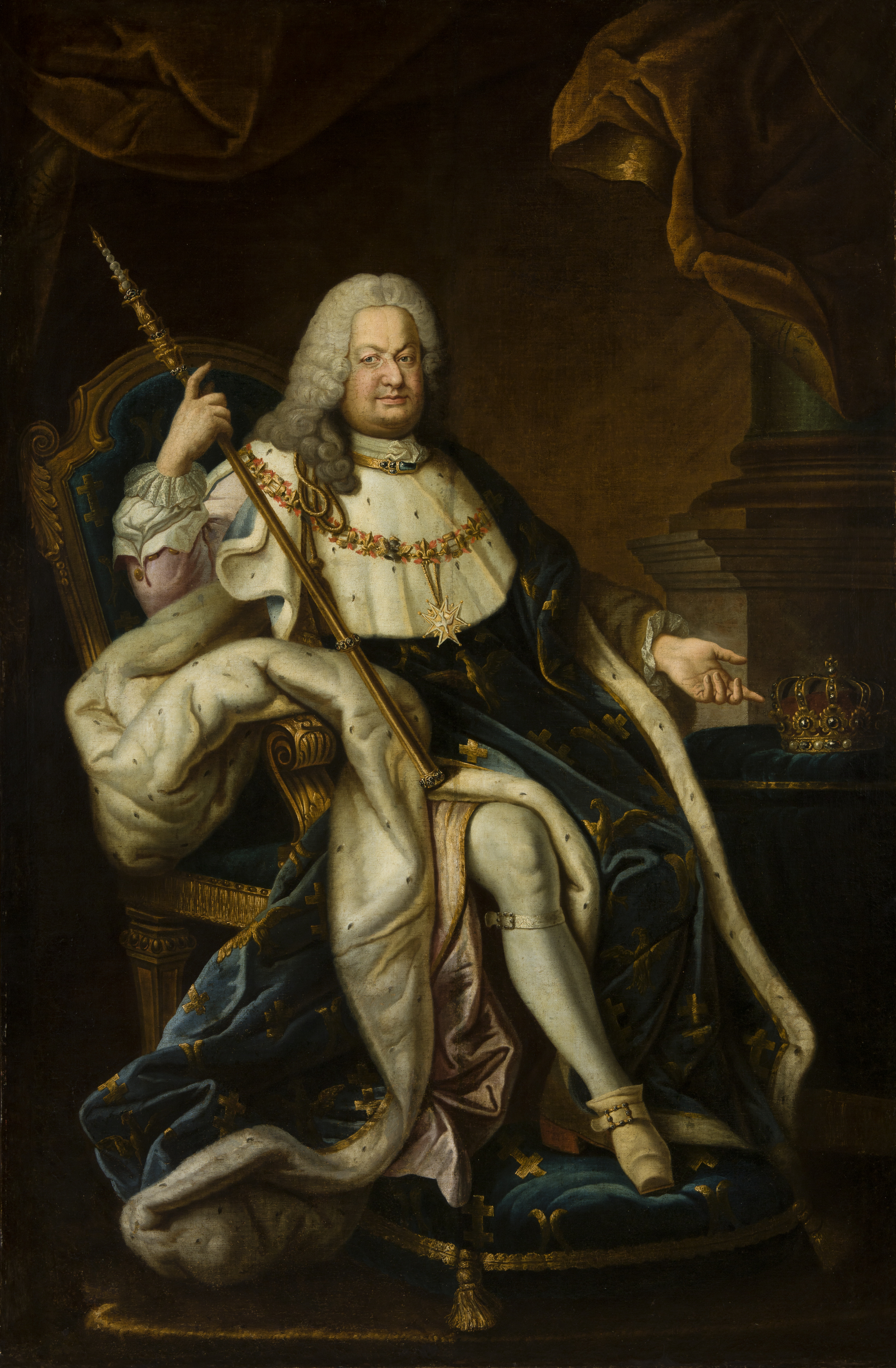
Pravý Stanislav, polský král Stanislav I. Leszczyński, portrét z 18. století

Baron „krále“ žádá o požehnání pro dnešní dvě svatby – mezi jeho dcerou Giuliettou a La Roccou a mezi jeho neteří markýzou del Poggio a hrabětem Ivreou, brestským guvernérem. Baron vypráví, že markýza v Paříži milovala jistého rytíře Belfiora, budižkničemu, který se ztratil beze zpráv, a zhrzená markýza svolila s aranžovaným sňatkem. Belfiore ihned posílá skutečnému Stanislavovi depeši s prosbou, aby ho zbavil jeho úkolu, jinak se jeho milovaná provdá za jiného. 
Údajného polského krále vyhledá Edoardo di Sanval, La Roccův synovec. Je zamilován do Guilietty, a protože ta se dnes vdává, prosí „Stanislava“, aby ho mohl doprovázet do Polska, daleko od ní. „Stanislav“ vyslyší jeho prosbu a jmenuje ho svým panošem a Edoardo mu přísahá poslušnost a věrnost (duet Proverò che degno io sono).
(2. obraz – Zahrada) Giulietta se zlobí na svého otce, nechce se vdávat za starého a doufá v pomoc své krásné a chytré sestřenice (árie La più strana delle voglie). Baron a La Rocca ji najdou a vedou představit „králi“. Ten přichází se svým novým panošem. La Rocca a baron nejsou Edoardovou přítomností nadšeni – a tím méně, když je „král“ odvede stranou pod záminkou studia bitevního plánu a nechává Edoarda a Giuliettu spolu samotné (kvintet Cara Giulia, alfin ti vedo! … No, cospetto, in queste lato).
Pak dorazí markýza, a než „král“ stačí utéci, baron mu ji představuje. Markýza je ohromena, když jí jako polského krále představují Belfiora, a neví, na čem je (arieta A quel sembiante a sextet Madamine, il mio scudiere). – Giulietta a Edoardo odvádějí markýzu stranou a prosí ji o pomoc. Markýza jim nedává mnoho nadějí: je už den oddavek a navíc má teď vlastní dilema, na které se potřebuje soustředit – ale slibuje udělat, co je v jejích silách (tercet Bella speranza in vero! … Amanti siamo e giovani).
(3. obraz – Galerie) Belfiore mezitím přišel na prostředek, jak pomoci Edoardovi. Bere si stranou k rozhovoru La Rocca; lichotí mu pro jeho finanční znalosti a nabízí mu, že si ho vezme do Polska jako ministra financí. Navíc mu nabízí za ženu nesmírně bohatou polskou magnátku, kněžnu Inesku – ovšem za podmínky, že se nějak vyvleče ze sňatku s baronovou dcerou.
Když La Rocca odejde, přichází markýza a Belfiore je povinen udržovat svou falešnou totožnost; ani po delším rozhovoru si markýza není jista, zda je to skutečný král nebo její milenec (duet Caro amante! in tal momento).
La Rocca si mezitím dodává odvahy k činu, kterým ví, že temperamentního barona rozlítí (recitativ Io vorrei ritirar la mia parola). Baron ho nalezne a popisuje přípravy na svatbu, ale La Rocca mu postupně vysvětlí, že si už Giuliettu vzít nechce. Baron zuří a vyzývá bázlivého La Roccu na souboj (duet Diletto genero, a voi ne vengo … Che sento? O nobili atavi miei). Všichni se seběhnou, aby byli svědky hádky. Markýza a mladí milenci baronovi navrhují, aby se La Roccovi pomstil raději tím, že provdá svou dceru za jeho synovce, ale baron trvá na souboji (ansámbl Qual rumor!).
„Král Stanislav“ majestátně všechny utiší, nechá si vysvětlit podstatu sporu a přesvědčí účastníky, aby přenechali rozhodnutí v jeho vznešených rukou (finále Olà: fermatevi … Affidate alla mente regale).

### 2. dějství

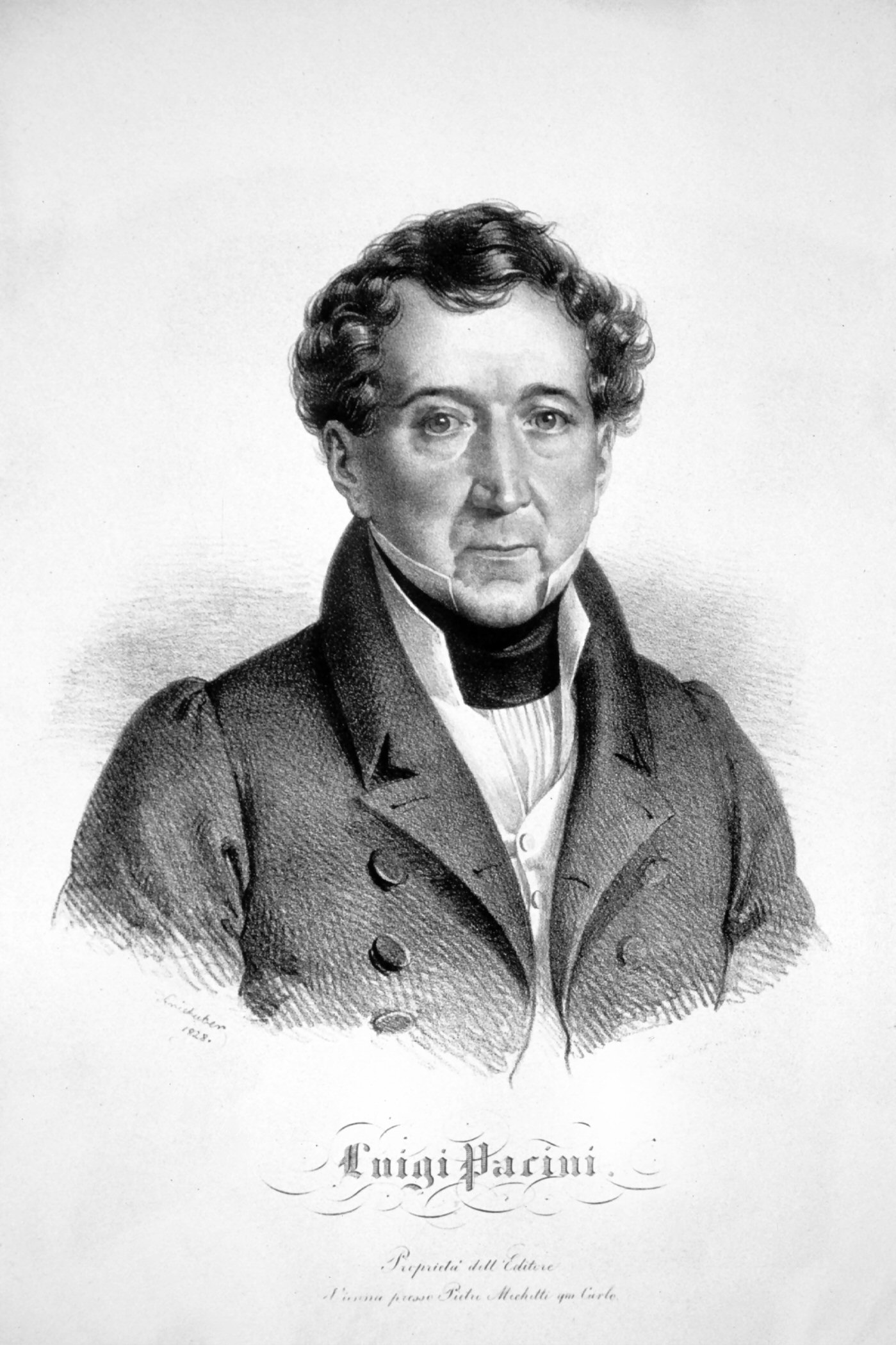
Basista Luigi Pacini, představitel pana La Roccy ve Falešném Stanislavovi. Litografie Josefa Kriehubera z roku 1828

(1. obraz – Zbrojnice) Giulietta, Edoardo a hlavně La Rocca naléhají na „krále“, aby zakázal La Roccovi souboj s baronem, ale Belfiore odmítá zasáhnout (kvartet No, lasciatemi. Il barone … S'io la sposo, addio milione). „Král“ se vyptává, proč vlastně baron nechce dopustit sňatek Giulietty s Edoardem, a dozvídá se, že Edoardo je příliš chudý. Navrhuje tedy La Roccovi, aby spor vyřešil tím, že svému synovci popustí jeden ze svých zámků a vyplatí 20 000 scudů. La Rocca se zpěčuje, ale „Stanislav“ ho ujišťuje, že pro polského ministra financí a chotě bohaté kněžny je to mizivá oběť.
La Rocca přemítá, zda toto řešení přijmout; stále není přesvědčen. Vyhledá ho baron a nutí ho do výběru zbraní. La Rocca navrhuje, aby se posadili na dva sudy se střelným prachem, se zápalnou šňůrou v ruce, a ten, který vyletí do vzduchu první, prohraje. Baron se durdí, že La Rocca nebere věc vážně, chce bojovat mečem, ale jeho protivník trvá na svém. Smlouvání souboje se zvrhne v chaotickou hádku (duet Tutte l'armi si può prendere … Si figuri un barilone).
(2. obraz – Atrium s výhledem do zahrady) Markýza stále neví, co si počít s možným Belfiorem. Ten ji nachází a – při udržení své „královské“ role – se dohaduje, že myslí na Belfiora. Markýza mu však říká, že myslí jen na to, jak by nevěrného rytíře potrestala, a potvrzuje své skálopevné rozhodnutí provdat se za hraběte Ivreu (duet Ch'io non possa il ver comprendere? … Io so l'astuzia). Toho baron právě přichází ohlásit: hrabě se dostavil k dnešní svatbě a rád by složil poklonu Jeho Veličenstvu. Belfiore se snaží markýzu odradit a ta si klade podmínku: ať tedy odhodí své přestrojení a poprosí ji pod svým pravým jménem. Tomu ale Belfiore nemůže vyhovět a markýza tedy odchází uvítat svého nastávajícího (tercet se sborem Si levi alfin la maschera … Presto, presto, il conte arriva).
Belfiore je rozhořčen a chystá se okamžitě odjet. Přivolává svého panoše Edoarda a nařizuje mu, aby jel s ním „do Polska“. Edoardo je zděšen a přináší tuto zprávu Giuliettě. Ta se zlobí – teď, když už se zdá, že by se konečně mohli vzít, ji chce opustit. Edoardo se brání a poukazuje na svou přísahu. Giulietta chce za ně orodovat u „krále“, ale to při jeho momentální náladě bude zřejmě bezvýsledné; přesto milenci neztrácejí naději (duet Giurai seguirlo in campo).
(3. obraz – Galerie) Baron ujišťuje hraběte Ivreu, že markýza už na svou lásku k rytíři Belfiorovi zapomněla. I markýza sama potvrzuje, že Ivreovu žádost o ruku vyslyší, ale pod podmínkou, že se zde pro ni Belfiore do jedné hodiny neobjeví. Baron a hrabě nemají strach – Belfiore je přece daleko odtud.
La Rocca se v chvatu přichází rozloučit: král prý právě odjíždí a svého ministra bere s sebou. Vzápětí jeho slova potvrzuje sám „král“. Markýza ho však úlisně prosí, aby jen chvíli posečkal a připojil svůj královský podpis k její svatební smlouvě. „Král“ se zlobí a provádí protitah: vyhlašuje, že sňatek markýzy a hraběte se musí odložit, protože Ivrea je povolán na urgentní tajnou misi ke dvoru a musí odjet s ním do Paříže. Všichni jsou touto zprávou ohromeni (septet A tal colpo preparata).
Do toho vstupuje Stanislavův panoš Delmonte se zprávou, že přijel posel od dvora s důležitým vzkazem pro „krále“. Ten ho jde převzít a Edoardo, La Rocca a hrabě Ivrea se bez nadšení připravují na cestu. Tu se vrací Belfiore ve své vlastní důstojnické uniformě. Oznamuje, že dostal zprávu, že skutečný král Stanislav dorazil do Varšavy a získal souhlas sejmu. Zbavil proto Belfiora povinnosti vydávat se za něho a udělil mu titul maršálka. Markýza je nadšena – její podmínka byla splněna, sňatek s Ivreou se zrušuje. Hrabě, baron i La Rocca vidí, že byli obelstěni. La Rocca chce alespoň na poslední chvíli zrušit své dary Edoardovi, ale ostatní ho varují před veřejným posměchem. Nakonec všichni volky nevolky přijímají situaci a slibují si přátelství: jednou se jejich potomci této nevinné lsti zasmějí (finále Il Re, signori miei … Mi levo alfin la maschera … facciami da veri amici).